# Dawid Tomala
Dawid Tomala (* 27. August 1989 in Tychy) ist ein polnischer Geher. Mit dem Gewinn der Goldmedaille über 50 km bei den Olympischen Spielen 2020 in Tokio feierte er seinen größten sportlichen Erfolg.

## Sportliche Laufbahn
Dawid Tomala nahm 2006 an seinen ersten Wettkämpfen als Geher gegen die nationale Konkurrenz teil. 2007 wurde er Polnischer U20-Meister über 10 km. Ein Jahr darauf verteidigte er den Titel erfolgreich und siegte auch über 20 km. Im Sommer nahm er in der Heimat an den U20-Weltmeisterschaften teil und belegte im Wettkampf über 10.000 Meter den achten Platz. 2009 belegte Tomala den vierten Platz bei den Polnischen Hallenmeisterschaften. Im Juli trat er in Kaunas bei den U23-Europameisterschaften an und belegte mit einer Zeit von 1:25:26 h den siebten Platz über 20 km. 2010 verbesserte er seine Zeit auf 1:22:31 h und trat im Juli in Barcelona bei den Europameisterschaften zu seinen ersten internationalen Meisterschaften bei den Erwachsenen an. Im Ziel belegte er den 17. Platz. 2011 nahm Tomala zum zweiten Mal an den U23-Europameisterschaften in Ostrava teil und konnte sich mit einer Zeit von 1:24:21 h den Europameistertitel sichern. Anschließend belegte er den fünften Platz bei den Polnischen Meisterschaften. 2012 siegte er zunächst zum ersten Mal bei den Polnischen Meisterschaften. Im Sommer gewann er schließlich auch in der Freiluft seinen ersten nationalen Meistertitel, wobei er mit 1:20:50 h eine neue Bestleistung über 20 km aufstellte. Damit war er für die Olympischen Spiele in London qualifiziert, bei denen er im August an den Start ging. Den Wettkampf beendete er auf dem 19. Platz.
2013 konnte sich Tomala noch mal steigern und stellte im März in 1:20:30 h seine persönliche Bestzeit über 20 km auf. Damit war er zum ersten Mal für die Weltmeisterschaften qualifiziert, bei denen er im August in Moskau an den Start ging, den Wettkampf dort allerdings nicht beenden konnte. In den folgenden Jahren kam er zunächst nicht mehr in die Nähe seiner 20-km-Bestzeit. Erst 2018, bei den Europameisterschaften in Berlin, konnte er wieder bei internationalen Meisterschaften an den Start gehen. Mit einer Zeit von 1:25:06 h belegte er im Ziel den 19. Platz. Anschließend qualifizierte sich Tomala zum zweiten Mal für die Weltmeisterschaften, bei denen er Anfang Oktober 2019 in Doha antrat. Der Wettkampf fand unter extremen Hitze- und Luftfeuchtigkeitsbedingungen statt. Tomala landete schließlich auf dem 32. Platz. In jüngerer Vergangenheit tritt er vermehrt auch über 50 km an. Im März 2021 benötigte er für die Strecke eine Zeit von 3:49:23 h und qualifizierte sich damit für die Olympischen Spiele in Tokio. Den Wettkampf, der wegen der Temperaturen in Sapporo ausgetragen wurde, absolvierte er in 3:50:08 h und setzte sich damit gegen die Konkurrenz durch. Mit dem Olympiasieg feierte er seinen größten sportlichen Erfolg. Ein Jahr nach seinem Olympiasieg trat er bei den Weltmeisterschaften in Eugene über die neu ins Programm aufgenommene 35-km-Distanz an. Den Wettkampf über die Distanz beendete er nach 2:30:47 h auf dem 19. Platz. Auch bei den Weltmeisterschaften ein Jahr später in Budapest ging er über 35 km an den Start, konnte dort den Wettkampf allerdings nicht beenden.

## Wichtige Wettbewerbe
| Jahr              | Veranstaltung             | Ort               | Platz             | Disziplin          | Zeit              |
| Startet für Polen | Startet für Polen         | Startet für Polen | Startet für Polen | Startet für Polen  | Startet für Polen |
| ----------------- | ------------------------- | ----------------- | ----------------- | ------------------ | ----------------- |
| 2008              | U20-Weltmeisterschaften   | Bydgoszcz         | 8.                | 10.000 m Bahngehen | 42:33,60 min      |
| 2009              | U23-Europameisterschaften | Kaunas            | 7.                | 20 km Gehen        | 1:25:26 h         |
| 2010              | Europameisterschaften     | Barcelona         | 17.               | 20 km Gehen        | 1:25:50 h         |
| 2011              | U23-Europameisterschaften | Ostrava           | 1.                | 20 km Gehen        | 1:24:21 h         |
| 2012              | Olympische Spiele         | London            | 19.               | 20 km Gehen        | 1:21:55 h         |
| 2013              | Weltmeisterschaften       | Moskau            |                   | 20 km Gehen        | DNF               |
| 2018              | Europameisterschaften     | Berlin            | 19.               | 20 km Gehen        | 1:25:06 h         |
| 2019              | Weltmeisterschaften       | Doha              | 32.               | 20 km Gehen        | 1:38:15 h         |
| 2021              | Olympische Spiele         | Tokio             | 1.                | 50 km Gehen        | 3:50:08 h         |
| 2022              | Weltmeisterschaften       | Eugene            | 19.               | 35 km Gehen        | 2:30:47 h         |
| 2023              | Weltmeisterschaften       | Budapest          |                   | 35 km Gehen        | DNF               |

## Persönliche Bestleistungen
Freiluft
- 5-km-Gehen: 19:16,93 min, 1. Juni 2013, Danzig
- 10.000-m-Bahngehen: 40:17,62 min, 20. Juli 2018, Lublin
- 20-km-Gehen: 1:20:30 h, 30. März 2013, Olmütz
- 35-km-Gehen: 2:30:47 h, 24. Juli 2022, Eugene
- 50-km-Gehen: 3:49:23 h, 20. März 2021, Dudince

Halle
- 5000-m-Gehen: 19:13,16 min, 17. Februar 2013, Spała